# Котокельское
Котокельское (Котокель) — озеро в Прибайкальском районе Бурятии, пережившее в 2008 году экологическую катастрофу из-за вспышки юксовской (гаффской) болезни. В настоящее ограничительные мероприятия отменены.

## Описание озера
Озеро расположено в непосредственной близости от восточного берега Байкала, в его средней части, между устьями рек Турка и Кика. Минимальное расстояние между озёрами составляет 2 километра, при этом уровень воды на Котокеле выше байкальского на 2 метра — абсолютная высота составляет 458,3 метра над уровнем моря. Котловина озера ограничена невысокими сопками, прорезанными многочисленными оврагами, падями, распадками.
Площадь Котокеля — 68,9 км², площадь водосбора — 183 км². Максимальная длина — 15 км, ширина — 6,4 км, средняя ширина — 4,6 км, средняя глубина — 4,5 м. Северная часть озера более глубоководная, в южной части глубины в основном не превышают 4 метров. Длина береговой линии — 43 км.
В северной части озера находится остров Монастырский, площадью 240 га. Между островом и западным берегом проходит пролив с глубинами до 14 метров. Другие названия острова — Монахов, Бакланий.
В Котокель впадают несколько ручьёв и ряд ключей. Вытекает одна река Исток, которая через систему рек Коточик — Турка, общей протяжённостью около 15 км, имеет связь с Байкалом. Озеро является слабопроточным водоёмом. Условный водообмен (отношение объёма водной массы озера к объёму стока из озера) составляет 6 лет. Среднегодовой сток реки Исток равен 1,3 м³/с. Объём водных масс озера составляет 281 млн м³. По величине внешнего водообмена (отношение объёма стока из озера к объёму водной массы озера) озеро относится к аккумулятивным водоёмам с медленным водообменом. Среднегодовые и внутригодовые колебания уровня воды в озере незначительны и не превышают 1 м. Зимнее понижение уровня связано с перемерзанием ручьёв, питающих озеро и уходом воды через реку Исток в Байкал. Течение реки Исток непостоянно и меняется в зависимости от уровней воды в озере и реке Коточик.
На озере преобладают ветры северо-западного направления, дующие через падь Ярцы, которая представляет собой низкую седловину, являющуюся естественным продолжением котловины озера по направлению к Байкалу. Из-за такого расположения котловины воды Котокеля активно перемешиваются, вокруг острова Монастырского создаются достаточно устойчивые циркуляционные течения, в южной части озера наблюдаются наносные явления.
Большая часть Котокеля в южной части (43 % общей площади) выстлана илом зеленовато-бурого цвета, в северо-западной части чёрный ил занимает 15 % общей площади, около 24 % площади озера покрыто мелкозернистым заиленным песком. Прибрежную полосу между урезом воды и глубинами 1—1,5 м занимают песчаные грунты (19 % площади озера). Береговая линия преимущественно песчаная, реже каменистая, иногда заболоченная.
Температурный режим озера благоприятен для развития влаголюбивой растительности. Сопки покрыты в основном хвойным лесом с преобладанием сосны. В распадках растут берёзы, ивы, ель, осины и др.

## Рекреационная зона
Озеро Котокель широко используется как рекреационный водоём. Дополнительно на озеро воздействуют местные жители и обслуживающий персонал, проживающий на объектах отдыха постоянно или в период их функционирования. Рекреационная территория, используемая организованными отдыхающими, охватывает южный, западный и северный берега озера. Здесь расположено около 40 турбаз, домов отдыха и санаторий «Байкальский бор». Все они сконцентрированы или прилегают к населённым пунктам Котокель, Черёмушка, Ярцы и Исток.
В настоящее время озеро Котокель загрязнено и подвергается очистке.

## История
С 29 апреля 1714 года Котокель с прилегающими землями принадлежал Свято-Троицкому Селенгинскому монастырю. На Монастырском острове в XVII—XVIII веках находились зимовье и часовня. В зимовье жило шесть монахов, двое из них занимались рыбной ловлей. В часовне в XVIII веке хранился резной образ Святителя и Чудотворца Николая Мѵрликийского. Примерно в 1780-е годы разбойники убили четырёх монахов. После этого монастырь закрыл зимовье, а всё имущество, включая образ Николая, было возвращено в монастырь. Образ особо почитался в монастыре. В архиве монастыря хранилась «Повесть о Котокильском образе Святителя Николая».
Монастырь сдавал в аренду рыбную ловлю на озере. В XIX веке арендаторы ежегодно вылавливали здесь до 75 тысяч пудов рыбы (окунь, сорожина, язь). Богатые рыбные запасы озера привлекали переселенцев. В 1880-е годы сюда переселились семейские с Чикоя. Так образовались селения Исток и Котокель. Переселенцы ловили рыбу, перекрывая реки Исток, Коточик и Турка, что привело к снижению количества нерестящейся в озере рыбы. В 1924 году в Котокеле было добыто всего около 12 тысяч пудов рыбы. В 1920-е годы зимой на озере ежедневно ловили рыбу около 1500 человек.